# Anochetus haytianus
Anochetus haytianus är en myrart som beskrevs av Wheeler och Mann 1914. Anochetus haytianus ingår i släktet Anochetus och familjen myror. Inga underarter finns listade i Catalogue of Life.